# Winnie Mølgaard
Winnie Mølgaard Ravn, ogift Mølgaard, född 28 juli 1977 i Odense, är en dansk tidigare handbollsspelare (mittnia).

## Karriär
Winnie Mølgaard spelade i början av sin karriär för hemstadens klubb DHG Odense men kom vid 21 års ålder till GOG där hon skulle spela det mesta av sin karriär. Hon gjorde ett år som proffs i Spanien 2000-2001. Hon fick lite speltid och kom på kant med sin spanske tränare Garcia, Hon återvände därför snart till GOG för att spela där 2001-2007 då hon slutade sin karriär som handbollsspelare. Med klubblaget blev det inga stora meriter.

### Landslagskarriär
Under sin landslagstid spelade Winne Mølgaard 47 landskamper och gjorde 84 mål för Danmark. Landslagsdebut 13 november 1999 mot Nederländerna i en dansk vinstmatch med 32-25 där Mølgaard gjorde 2 mål. Mästerskapsdebut i EM 2000 som blev ett danskt misslyckande. Winnie Mølgaard fick lite speltid i denna turnering, Redan 2002 i EM hemma i Danmark blev det succé då Danmark vann och Winnie Mølgaard tog en guldmedalj med hem. Fru Fortuna log mot Winnie Mølgaard för hon kom med i EM-truppen 2002 då Lotte Kierskou bröt pekfingret innan EM.Hon spelade sedan också EM 2004 men då förlorade Danmark finalen till Norge så det blev "bara" silvermedalj. Detta blev hennes sista mästerskap och 2005 den 15 oktober spelar hon sin sista landskamp mot Tyskland. Winnie Mølgaard spelade inte någon VM-turnering och heller inte OS 2004.

## Klubbar
- DHG Odense (1996–1998)
- GOG Svendborg (1998-2000)
- Ferrobus Mislata (2000-2001)
- GOG (2001-2007)[6]

## Meriter
- EM-guld 2002 med Danmarks damlandslag i handboll
- EM-silver 2004 med Danmarks damlandslag i handboll